# 夾骨

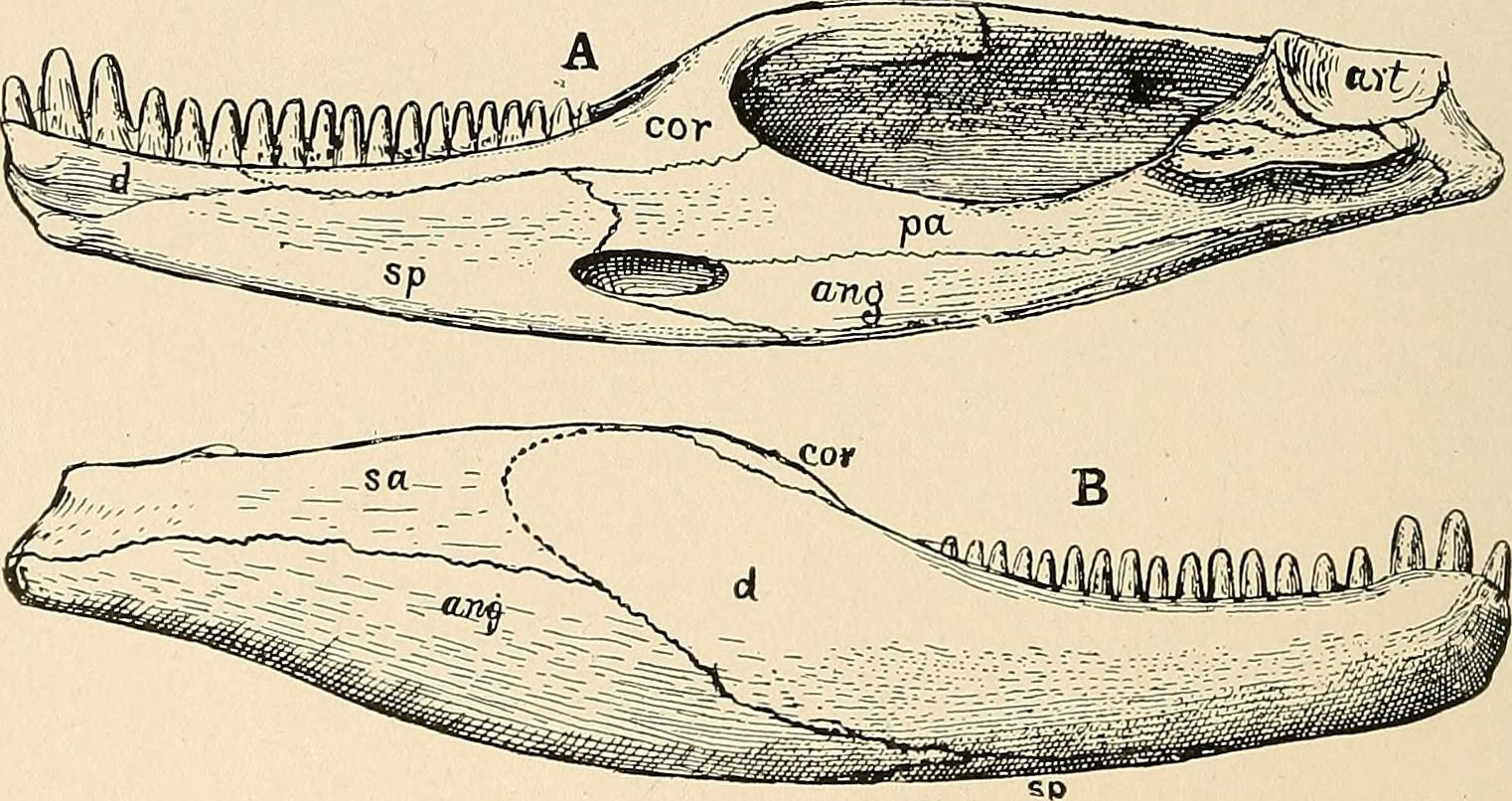
夾骨

夾骨是爬行動物、兩棲動物和鳥類的下頜中的一個小骨頭，通常位於靠近舌頭的隅骨和上隅骨之間。